# Strictotiara
Strictotiara is een geslacht van uitgestorven zee-egels uit de familie Diplopodiidae.

## Soorten
- Strictotiara argonnensis Lambert, 1927 † Aptien, Spanje.